# Boris Shukhov
Boris Khabalovich Shukhov (nascido em 8 de maio de 1947) é um ex-ciclista soviético. É medalhista de ouro nos Jogos Olímpicos de Verão de 1972.